# Eleccions legislatives d'Israel d'abril de 2019
Les eleccions legislatives d'Israel d'abril de 2019, les vint-i-unenes de l'Estat d'Israel, foren convocades per a elegir els diputats de la Kenésset, el parlament israelià, per a un mandat de quatre anys. Es van celebrar el 9 d'abril de 2019.

## Context
Les eleccions foren convocades de forma anticipada per a l'abril del 2019, quan s'haurien hagut de fer el mes de novembre, a causa de les tensions a la coalició de govern liderada per Binyamín Netanyahu. Les tensions vingueren sobretot per la pretensió del partit Yesh Atid, encapçalat per Yair Lapid, d'augmentar el reclutament pel servei militar obligatori entre els jueus ultraortodoxos, cosa que provocà el rebuig dels partits ultraortodoxos que formaven part de la coalició de govern. A més, aquestes eleccions coincideixen amb la investigació que fa la fiscalia sobre Binyamín Netanyahu per la seva possible implicació en casos de corrupció.
La novetat principal d'aquestes eleccions fou la irrupció de la coalició centrista Blau i Blanc encapçalada per Benny Gantz, ex-cap de l'Estat Major de l'Exèrcit, amb el seu partit recentment format Resiliència per a Israel i el periodista i exministre Yair Lapid amb el partit Yesh Atid i que les enquestes preveien que podria disputar el primer lloc al Likkud de Netanyahu. Segons el pacte al qual van arribar, en cas d'aconseguir formar govern, Gantz seria primer ministre durant dos anys i mig i després cediria el poder a Lapid per a l'any i mig restant del mandat.
Destaca també que els partits àrabs de la Llista Conjunta de les eleccions de 2015 no reeditaren la coalició que els deixà en tercer lloc i aquest cop es presentaren en dues llistes diferents.
Per l'extrema dreta, Naftali Bennett s'escindí de la La Llar Jueva i creà el nou partit Nova Dreta mentre que el seu antic partit es presentà en la coalició Unió de Partits de Dreta creada a instàncies de Netanyahu per por que aquests partits no superessin el llindar del 3,25% i quedessin fora de la Kenésset, cosa que hauria perjudicat el bloc de dretes que aspirava a liderar. En aquesta coalició hi són presents els seguidors de del rabí Meir Kahana, antic líder del Kach, que considerava que els àrabs i tots els no jueus d'Israel eren enemics de l'Estat, que calia deportar els palestins i substituir el govern per una estructura teocràtica.
Per la part del centre-esquerra, la coalició Unió Sionista entre el Partit Laborista Israelià i Ha-Tenuà no repetí i el Partit Laborista es presentà en solitari mentre que Ha-Tenuà liderat per Tzipi Livni decidí no presentar-se.

## Sistema electoral

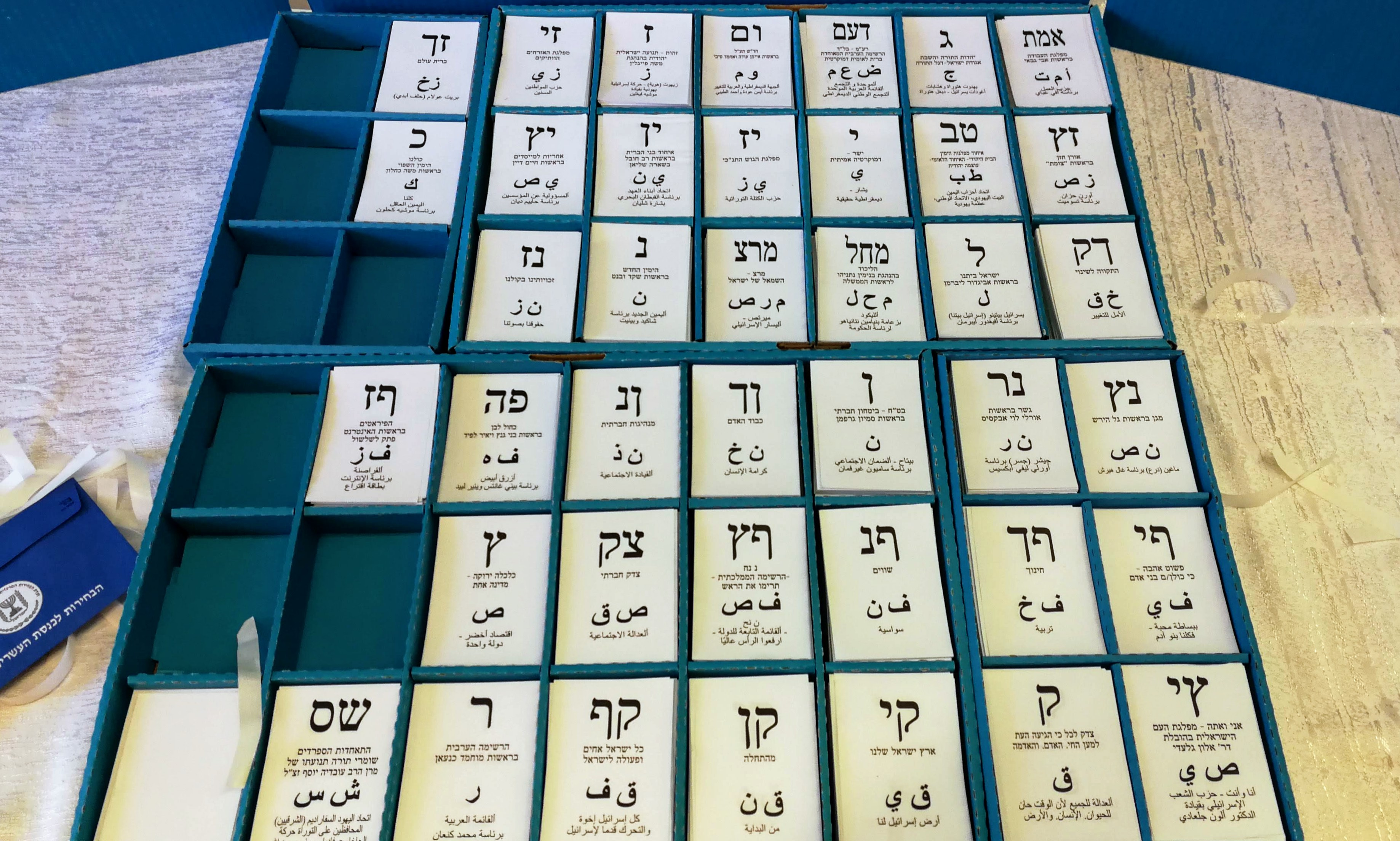
Paperetes en un col·legi electoral

Els 120 escons de la Kenésset són elegits per representació proporcional en una llista tancada en una única circumscripció nacional. Perquè una llista obtingui representació ha d'aconseguir superar el 3,25% dels vots. En gairebé tots els casos, això equival a obtenir un mínim de quatre escons, tot i que en algun cas en pot obtenir només tres.
Un cop determinades les llistes que han superat el llindar, se sumen tots els vots a aquestes llistes i es divideixen per 120. El nombre resultant serà "la mesura". Cada partit rebrà els escons resultants de dividir els seus vots per "la mesura". Això provoca que es reparteixin menys de 120 escons. Els escons sobrants es reparteixen amb la que és coneguda com a Llei Bader-Ofer. La manera de distribuir aquests escons sobrants és dividir el nombre de vots de cada llista pel nombre d'escons aconseguits més un. La llista amb un indicador més alt, rep el primer dels escons sobrants; acte seguit, els vots d'aquesta llista es tornen a dividir pels escons aconseguits després d'aquesta distribució i es torna a aplicar el mateix mètode fins que tots els escons sobrants s'han repartit.
A més, dues llistes poden formar una aliança electoral per a compartir els vots sobrants de forma que quan s'aplica la Llei Bader-Ofer se sumen els vots de tots dos, tenint així més opcions d'aconseguir els escons no repartits. Per a saber quina de les dues llistes rep l'escó sobrant assignat, s'aplica el mateix mètode entre les dues llistes i la que té un indicador més alt l'aconsegueix.
Per a aquestes eleccions, les aliances electorals per als vots sobrants foren les següents:
- Likkud i Unió de Partits de Dreta
- Nova Dreta i Israel Beitenu
- Partit Laborista i Mérets
- Judaisme Unit de la Torà i Xas
- Hadaix - Ta'al i Llista Àrab Unida - Balad

## Resultats
El partit més votat fou el Likkud del primer ministre Binyamín Netanyahu, que aconseguí 36 escons, un més que la nova coalició centrista Blau i Blanc liderada per Benny Gantz. De la resta de partits, cap arribà als deu escons. Destaca la davallada històrica del Partit Laborista que obtingué només 6 escons. Malgrat la igualtat entre els dos primers partits, el resultat afavorí Netanyahu i la seva coalició de govern amb els partits religiosos i de dreta, que molt probablement es podrà reeditar.
El resultat detallat és el següent:
| ← Eleccions a la Kenésset, 9-4-2019 → |                                   |           |       |        |     |
|                                       |                                   |           |       |        |     |
| Candidatura                           | Candidatura                       | Vots      | %     | Escons | +/– |
|                                       | Likkud                            | 1.140.370 | 26,46 | 35     | ▲5  |
|                                       | Blau i Blanc                      | 1.125.881 | 26,13 | 35     | ▲24 |
|                                       | Xas                               | 258.275   | 5,99  | 8      | ▲1  |
|                                       | Judaisme Unit de la Torà          | 249.049   | 5,78  | 8      | ▲2  |
|                                       | Hadaix - Ta'al                    | 193.442   | 4,49  | 6      | =   |
|                                       | Partit Laborista                  | 190.870   | 4,43  | 6      | 13  |
|                                       | Israel Beitenu                    | 173.004   | 4,01  | 5      | 1   |
|                                       | Unió de Partits de Dreta          | 159.468   | 3,70  | 5      | 3   |
|                                       | Mérets                            | 156.473   | 3,63  | 4      | 1   |
|                                       | Kulanu                            | 152.756   | 3,54  | 4      | 6   |
|                                       | Llista Àrab Unida - Balad         | 143.666   | 3,34  | 4      | 3   |
|                                       |                                   |           |       |        |     |
|                                       | Nova Dreta                        | 138.598   | 3,22  | 0      | Nou |
|                                       | Zehut                             | 118.031   | 2,74  | 0      | Nou |
|                                       | Guéixer                           | 74.701    | 1,73  | 0      | Nou |
|                                       | Altres partits                    | 34.686    | 0,84  | 0      | 5   |
| Nuls/Blancs                           | Nuls/Blancs                       | 30.983    | –     | –      | –   |
| Total                                 | Total                             | 4.340.253 | 100   | 120    | 0   |
| Votants registrats / participació     | Votants registrats / participació | 6.339.729 | 68,46 | –      | –   |

Notes:
1. ↑   Es compara el resultat amb el del partit Yeix Atid que es presentà en solitari a les eleccions de 2015 i aquest cop ho feu en la coalició Blau i Blanc juntament amb altres partits de nova formació.
2. 1 2   Es compara el resultat amb els escons que obtingueren el 2015 com a integrants de la coalició Llista Conjunta.
3. ↑   Es compara el resultat amb els escons que obtingueren el 2015 com a integrants de la coalició Unió Sionista.
4. ↑   Es compara el resultat amb els del partit La Llar Jueva que es presentà a les eleccions de 2015 en una llista pròpia que incloïa també membres del partit Tkuma i aquest cop ho ha fet en una coalició que també inclou el partit d'extrema dreta Otzma Yehudit i s'anomena Unió de Partits de Dreta.
5. ↑   Es tracta dels cinc escons del partit Ha-Tenuà que es presentà el 2015 com a integrant de la coalició Unió Sionista i no es presentà a aquestes eleccions.

## Intent de formació de govern i convocatòria de noves eleccions
Després de les eleccions, el President d'Israel Reuven Rivlin inicià una ronda de converses amb les diverses candidatures que havien obtingut representació. El resultat d'aquestes converses fou que una majoria de 65 diputats recomanaven que s'encarregués la formació de govern a Netanyahu. Malgrat això, Netanyahu fou incapaç d'aconseguir el suport de la majoria absoluta del parlament i formar govern perquè no arribà a un acord amb el partit Israel Beitenu que volia tirar endavant un projecte de llei que estableix quotes anuals per al reclutament d'ultraortodoxos, que estan exclosos del servei militar. Els partits ultraortodoxos que donaven suport a Netanyahu estaven totalment en contra d'aquesta llei. Estant a punt d'expirar el límit legal per a formar govern, el 29 de maig de 2019 la Kenésset aprovà convocar noves eleccions amb 74 vots a favor i 45 en contra. Si no s'haguessin convocat eleccions, el president d'Israel podria haver encarregar a un altre diputat la formació de govern. Fou el primer cop a la història d'Israel que no s'aconseguia formar govern després d'unes eleccions i aquestes s'havien de repetir.